# AgroParisTech
Koordinaten: 48° 50′ 23″ N, 2° 20′ 54″ O
AgroParisTech (Institut des sciences et industries du vivant et de l’environnement) ist ein französisches Institut für Bildung und Forschung im Bereich der Agrar-, Umwelt- und Biowissenschaften. Es hat den Status eines Établissement public (Körperschaft des öffentlichen Rechts), untersteht der Aufsicht des französischen Landwirtschaftsministeriums und zählt zu den Grands établissements. Es ist Teil der Universität Paris-Saclay und des ParisTech.

## Geschichte

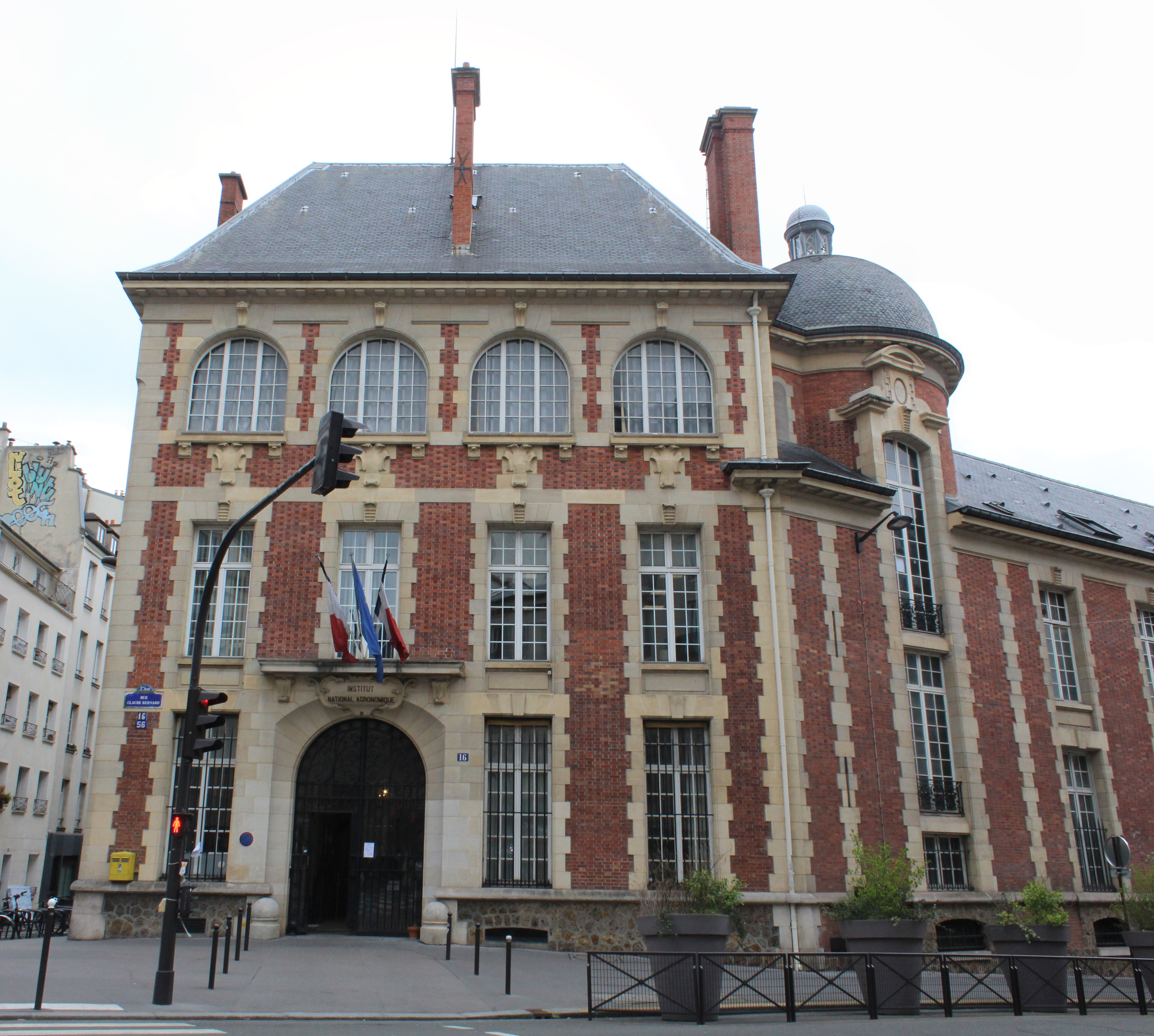
Hauptsitz von AgroParisTech in der Pariser Rue Claude Bernard, ehemaliges Institut national agronomique

Das Institut wurde am 1. Januar 2007 von folgenden drei Hochschulen für Agrar- und Ingenieurwissenschaften gegründet:
- INA P-G – Institut national agronomique Paris-Grignon (Nationales agrarwissenschaftliches Institut Paris-Grignon) – 1971 hervorgegangen aus der Fusion des Institut national agronomique (INA) in Paris (1848 in Versailles gegründet) mit der École nationale supérieure d’agronomie de Grignon (1826 als Institution royale agronomique gegründet)
- ENGREF – École nationale du génie rural, des eaux et des forêts (Nationale Schule für Land-, Wasser- und Forstingenieurwesen) – 1965 hervorgegangen aus der Fusion von École nationale des eaux et forêts (ENEF) in Nancy (1824 als Königliche Forstschule gegründet) und École nationale du génie rural in Paris (1919 gegründet)
- ENSIA – École nationale supérieure des industries agricoles et alimentaires (Nationale Hochschule für Agrar- und Lebensmittelindustrie) – 1893 als École nationale des industries agricoles in Douai gegründet, später Hauptsitz in Paris

AgroParisTech ist Mitglied des Pariser Instituts für Technologie (ParisTech), eines Konsortiums der zehn bedeutendsten französischen Ingenieurhochschulen. AgroParisTech gehört zusammen mit dem INRAE, der Lebensmittelkontrollbehörde ANSES, der nationalen Tierarzthochschule von Alfort (ENVA) und der nationalen Landschaftsarchitekturhochschule von Versailles (ENSP) dem Netzwerk Bio- und Umweltwissenschaft sowie Technologie der Pariser Region an.

## Abteilungen
AgroParisTech gliedert sich in fünf Lehr- und Forschungsabteilungen (départements de formation et de recherche, DFR):
- Agrar-, Forst-, Wasser- und Umweltwissenschaften und -ingenieurwesen
- Bio- und Gesundheitswissenschaften
- Lebensmittel- und Bioproduktwissenschaften und -verfahren
- Sozial-, Wirtschaftswissenschaften und Management
- Mathematische Modellierung, Informatik und Physik

## Standorte

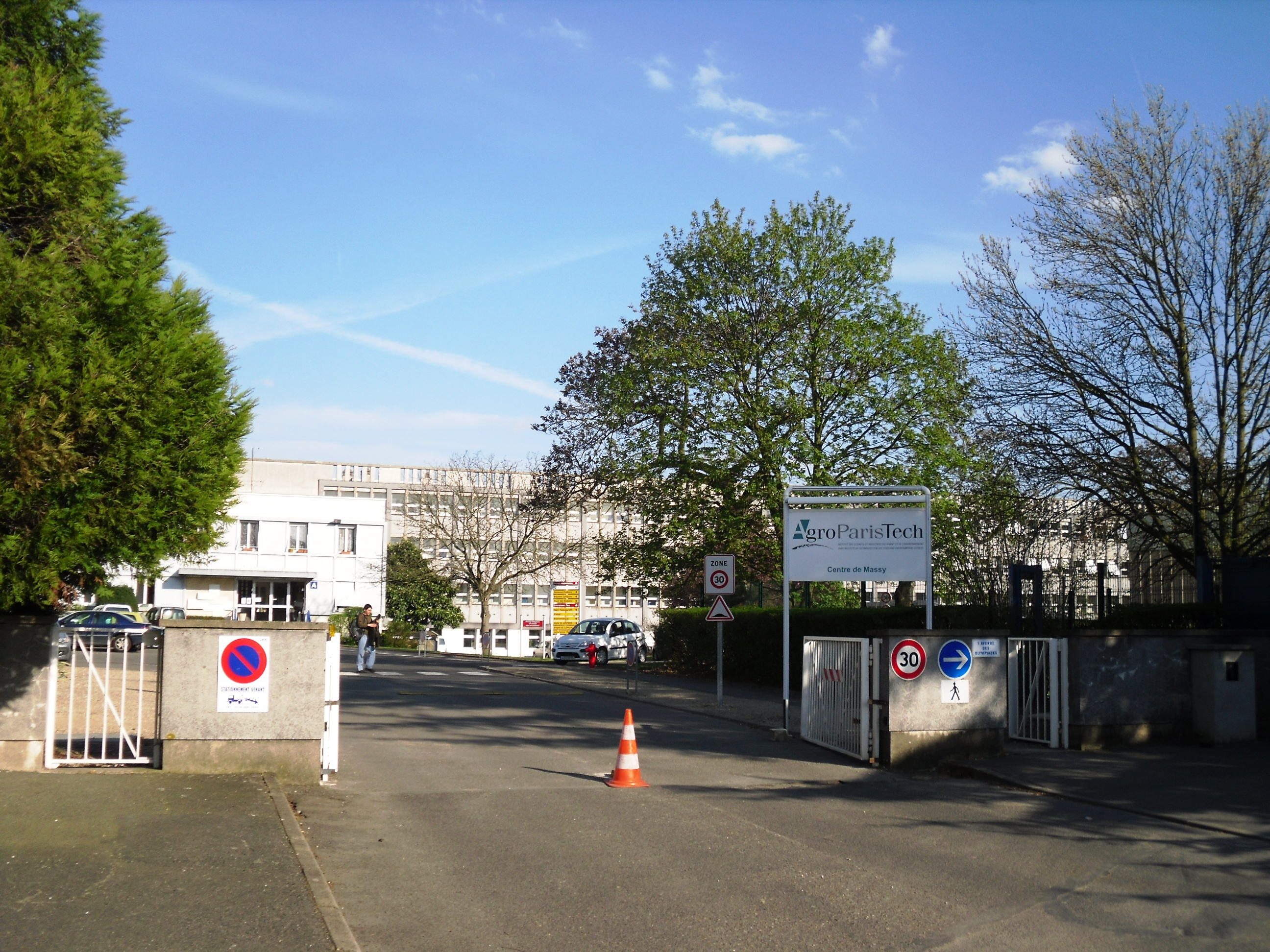
Campus von AgroParisTech in Massy

Das Institut unterhält acht Unterrichts- und Forschungsstandorte (centres), vier davon in Paris und Umgebung.
- Paris – Claude Bernard (5. Arrondissement) – Hauptsitz; Biologie, Tierwissenschaften, Wirtschaft, Sozialwissenschaften, Informatik, Mathematik, Ernährung
- Paris – Avenue du Maine (15. Arrondissement) – Umwelt, Lebensmittelindustrie (innovation und Gesundheitsgefahren), Wirtschaft, Management, Recht
- Grignon (Département Yvelines, 35 km westlich von Paris) – Umwelt, Landwirtschaft
- Massy (Département Essonne, 15 km südlich von Paris) – industrielle Lebensmitteltechnik, Lebensmittelwissenschaften, Lebensmittelsicherheit, industrielle Mikrobiologie, Management, Wirtschaft und Soziologie
- Nancy – Forstwirtschaft, Holz, natürliche Lebensräume
- Montpellier – tropische Ökosysteme, Geoinformation, Wasser
- Clermont-Ferrand – nachhaltige Raumplanung und -entwicklung
- Kourou (Französisch-Guayana) – tropische Regenwälder, Tropenhölzer

## Ausbildung
AgroParisTech bietet folgende Studiengänge an:
- dreijähriges Diplomingenieur-Programm (Master-Äquivalent) mit Spezialisierung in:
  - Produktionen, Branchen, Gebiete für nachhaltige Entwicklung
  - Lebensmittel-, Biomolekül- und Energietechnik
  - Umweltmanagement und -technik
  - Technologie und Gesundheit: Mensch, Bioprodukte, Umwelt
- Europäischer Master in Food Studies zusammen mit der Universität Wageningen
- zahlreiche weitere Masterstudiengänge
- Promotion
- berufsbegleitende Weiterbildungen, Master oder Mastère spécialisé (Post-Master)
- Ausbildung für das Corps des ingénieurs des ponts, des eaux et des forêts (Brücken-, Wasser- und Forstingenieure im höheren Staatsdienst)

## Daten
2012 gab es am Institut 2.000 Studenten und 450 Doktoranden. 230 wissenschaftliche Mitarbeiter arbeiteten mit 300 Forschern in 39 Forschungseinheiten.

## Bekannte Absolventen
- Camille Arambourg (1885–1969), französischer Geologe und Paläontologe; studierte am INA Paris
- André-Max Leroy (1892–1978), französischer Nutztierwissenschaftler und Präsident der Europäischen Vereinigung für Tierproduktion; studierte am INA Paris
- René Dumont (1904–2001), französischer Agraringenieur, Soziologe und für den Umweltschutz streitender Politiker; studierte am INA Paris
- Alain Robbe-Grillet (1922–2008), französischer Schriftsteller und Filmemacher; studierte am INA Paris
- Jacques Diouf (1938–2019), senegalesischer Diplomat, von 1994 bis 2011 Generaldirektor der UN-Ernährungs- und Landwirtschaftsorganisation FAO; studierte an der ENSA Grignon
- Michel Houellebecq (* 1956), französischer Schriftsteller; studierte am INA P-G
- Fabienne Keller (* 1959), französische Politikerin, von 2001 bis 2008 Bürgermeisterin von Straßburg, Senatorin, EU-Parlamentarierin, studierte an der ENGREF
- Johan Rockström (* 1965), schwedischer Resilienzforscher, Direktor des Potsdam-Instituts für Klimafolgenforschung; studierte am INA P-G
- Nathalie Kosciusko-Morizet (* 1973), französische Politikerin, von 2010 bis 2012 Umweltministerin; studierte an der ENGREF
- Youssef Chahed (* 1975), tunesischer Politiker, von 2016 bis 2020 Premierminister; studierte am INA P-G
- Julien Denormandie (* 1980), französischer Politiker, von 2020 bis 2022 Landwirtschaftsminister; studierte an der ENGREF